# 네모 선장

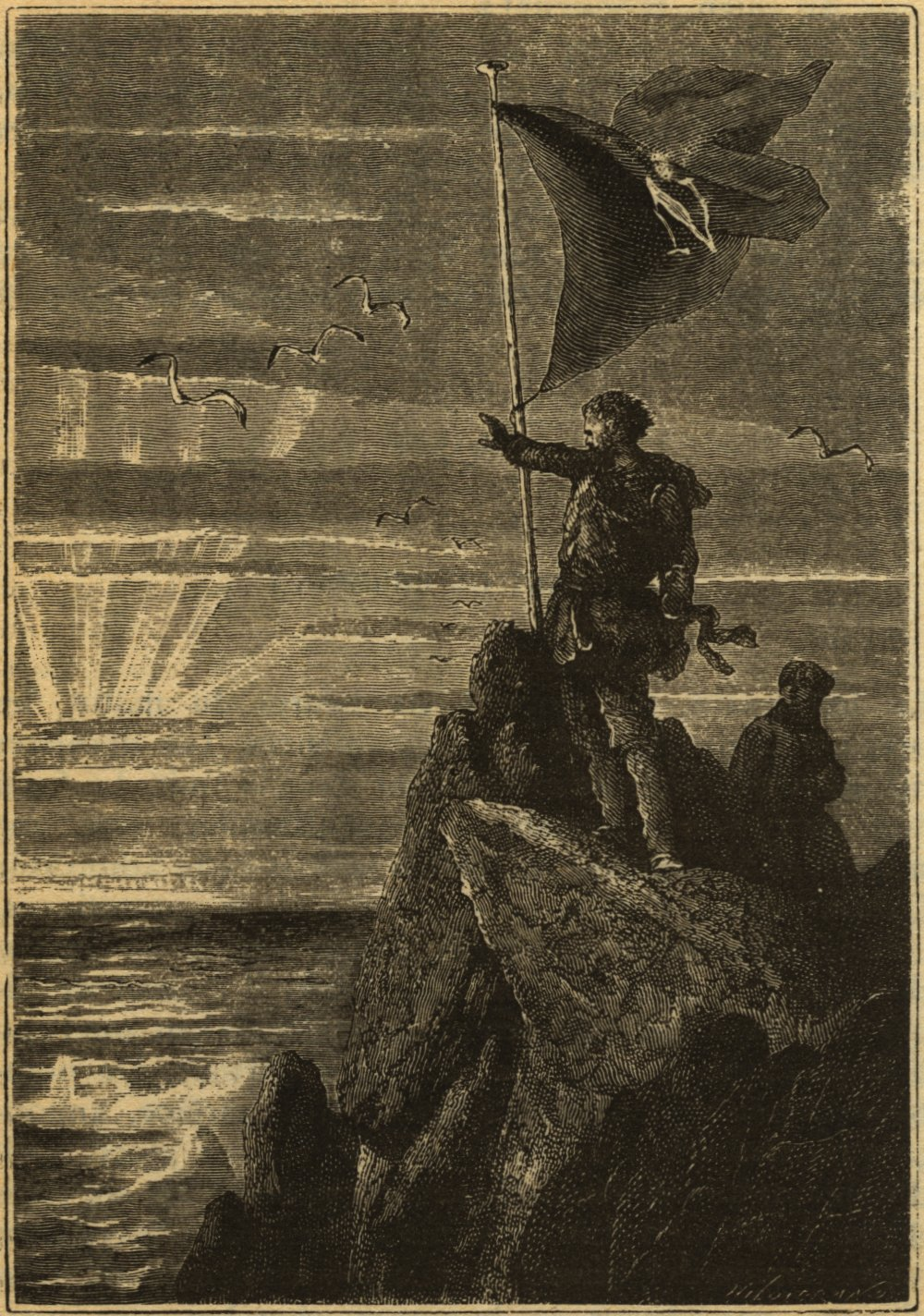

네모 선장(Captain Nemo)은 쥘 베른의 소설 해저 2만리(1870년)와 신비의 섬(1874년)에 등장하는 인물이다. 다카르 왕자(Prince Dakkar)라고도 불린다.

## 생애
그는 인도 카스트 중 최상위 크샤트리아 출신으로 인도의 분델칸드(Bundelkhand)지방 대공의 아들이다. 그는 나폴레옹이 사망하던 시기에 태어나 10살이 되자 아버지의 권유로 유럽에 가서 30살 무렵까지 거기서 보냈다. 여기에는 유럽의 지식을 습득하고, 인도가 영국으로부터 독립하는 일에 기여하면 좋겠다는 아버지의 바람이 담겨 있었다. 그는 유럽에서 학문이나 예술에 대한 재능을 발휘하여 주위의 사람들로부터 칭송을 받게 되지만, 유럽, 특히 영국에 대한 복수심은 사그라지지 않았다.
1849년에 고향으로 돌아가고, 1858년에 반란을 일으킨다. 그리고 같은 시기에 일어나고 있던 세포이 항쟁의 영향으로 영국군에 의해 처자식을 잃었다. 그 후, 부하 20명 정도와 함께 과학 연구 활동에 몰두하여, 태평양의 어느 외딴섬에서 최신 잠수함 노틸러스호를 개발한다. 그 후, 노틸러스 호 승무원과 함께, 압제에 대항하여 싸우는 전 세계의 활동가들에게 자금을 제공하였다. 과거 1702년 비고만(비고 만 해전 참조)에서 침몰한 스페인의 갤리온선에서 거액의 금은을 회수하고 있었기 때문에, 자금에는 부족함이 없었다(《해저2만리》에 그려진 것이 바로 이 시기이다).
세월이 지나 노틸러스 호의 선원들이 한 명씩 목숨을 잃었다. 마침내 네모 선장 혼자 남게 되었다. 노틸러스 호를 진수한지 30년이 지난 때에, 그는 노틸러스 호의 기항지 중 하나인 태평양의 외딴섬 내부의 해저 동굴에 노틸러스 호를 격납하고, 거기서 여생을 보내기로 결정한다.

## 설정의 변천
처음에 베른은, 네모 선장이 그 무렵 사실상 러시아 제국에 점령된 폴란드가 독립을 목표로 한 1월 봉기(1863년-1865년)에 실패했을 때, 진압에 의해서 참혹하게 살해된 가족의 복수 생각에 불타는 폴란드 귀족이라고 하는 설정하였다. 그러나, 당시 프랑스는 전쟁 중이었으며 동맹국인 러시아를 나쁘게 다루는 것은 위험하다고 말하는 편집인 측의 권고에 따라 이 설정은 파기되었다. 또, 러시아는 베른의 책을 취급하던 출판사에 있어 매우 중요한 시장이었기에, 책의 매출이 줄어들 것을 걱정하는 출판사의 사정이 있었다. 그 결과 「해저2만리」의 내용은 당초와 비교해 큰폭으로 수정되어, 네모 선장은 「신비의 섬」(1874년)이 발표될 때까지 수수께끼의 인물로 여겨지게 되었다.

## 같이 보기
- 노틸러스호
- 네모선장과 수중도시